# Babak Anvari
Babak Anvari (* 1982 oder 1983 in Teheran) ist ein iranisch-britischer Regisseur, Drehbuchautor und Filmproduzent. Für seinen Debütfilm Under the Shadow aus dem Jahr 2016 wurde er unter anderem mit einem BAFTA- und einem British-Independent-Film-Award ausgezeichnet.

## Leben und Karriere
Babak Anvari wuchs mit einem fünf Jahre älteren Bruder in den 1980er Jahren in Teheran auf. Seine Kindheit war vom andauernden Ersten Golfkrieg mit dem Irak und dem aufkommenden Autoritarismus im Zuge der Kulturrevolution geprägt. Da sein Vater immer wieder für mehrere Monate als Arzt an der Kriegsfront eingesetzt wurde, musste Anvaris junge Mutter die beiden Söhne größtenteils allein aufziehen. Bereits in seiner Jugend verfolgte Anvari den Traum, Filmemacher zu werden, und inszenierte so mit 16 Jahren seinen ersten animierten Kurzfilm. Dabei handelte es sich um eine Mischung aus Standbildern und 3D-Animationen, die 13 Monate zur Fertigstellung benötigte, da Anvari nur nachts am Schulcomputer arbeiten konnte. Der Erfolg des Kurzfilms auf einem lokalen Festival in Teheran ermutigte den Teenager dazu, eine Karriere in der Filmbranche intensiver zu verfolgen.
Mit 18 Jahren zog Anvari nach London und begann ein Studium in Film- und Fernsehproduktion an der University of Westminster, das er 2005 mit einem Bachelor of Arts abschloss. Im Anschluss war er bei mehreren Filmproduktionen zunächst als Set-Runner tätig, ehe er acht Jahre lang für MTV als Videoeditor arbeitete. Parallel dazu inszenierte er mehrere Kurzfilme und schrieb an Drehbüchern zu Spielfilmen in der Hoffnung, dass sie eines Tages verfilmt werden. Als Freizeitprojekt mit Gavin Cullen und Kit Fraser entstand im Jahr 2011 so der Kurzfilm Two & Two, der auf mehreren Filmfestivals gezeigt wurde und im Folgejahr eine BAFTA-Nominierung als bester Kurzfilm erhielt.
Im Anschluss arbeitete Anvari an einer Umsetzung seines dritten Drehbuchs Under the Shadow, das von seiner eigenen Jugend im Iran inspiriert wurde und von einer Kindheit in Angst handelt. Die Realisierung seines erste Spielfilms gestaltet sich jedoch schwierig, da der Horrorfilm in Farsi von vielen Filmproduzenten als zu riskant erachtet und daher abgelehnt wurde. Schließlich nahm sich das Filmunternehmen Wigwam dem Projekt an, wo Anvari auf den Produzenten Lucan Toh traf, mit dem er später seine eigene Produktionsfirma Two & Two Pictures gründete. Noch vor der Premiere auf dem Sundance Film Festival 2016 wurde Under the Shadow von Netflix aufgekauft und nach der Veröffentlichung vielfach als ein neuer „Horrorklassiker“ bezeichnet. Der Film erwies sich für Anvari letztendlich als Durchbruch als Filmemacher und brachte ihm unter anderem einen BAFTA-Award für die beste Nachwuchsleistung ein. Under the Shadow wurde darüber hinaus als britischer Beitrag für den Auslandsoscar bei der Oscarverleihung 2017 ausgewählt, blieb allerdings ohne Nominierung.
Im Jahr 2019 folgte Anvari zweiter Spielfilm Wounds, der ebenfalls beim Sundance Film Festival uraufgeführt wurde. Die Filmadaption der Kurznovelle The Visible Filth von Nathan Ballingrud entstand in Zusammenarbeit mit den Hollywood-Stars Armie Hammer, Dakota Johnson und Zazie Beetz, wurde jedoch weitaus weniger positiv als sein Erstlingswerk rezipiert. Im Jahr 2021 inszenierte Anvari mit dem Thriller I Came By eine weitere Arthouse-Produktion für Netflix, ehe 2025 der Psychothriller Hallow Road mit Rosamund Pike und Matthew Rhys in den Hauptrollen folgte. Daneben soll Anvari auch bei einem vierten Cloverfield-Film die Regie übernehmen.

## Filmografie
- 2005: Creed (Kurzfilm, Regie & Produktion)
- 2005: What’s Up with Adam? (Kurzfilm, Regie)
- 2007: Solitary (Kurzfilm, Regie & Drehbuch)
- 2011: Two & Two (Kurzfilm, Regie, Drehbuch & Produktion)
- 2016: Under the Shadow (Regie & Drehbuch)
- 2019: Wounds (Regie, Drehbuch & Produktion)
- 2020: Monsterland (Fernsehserie, Regie, Folge 1x08)
- 2022: I Came By (Regie, Drehbuch & Produktion)
- 2025: Hallow Road (Regie)

## Auszeichnungen
| British Academy Film Awards - 2012: Nominierung als Bester Kurzfilm (Two & Two) - 2017: Auszeichnung für die Beste Nachwuchsleistung (Under the Shadow) - 2017: Nominierung als Bester britischer Film (Under the Shadow) British Independent Film Awards - 2016: Auszeichnung mit dem „Douglas Hickox Award“ für das Beste Regiedebüt (Unter the Shadow) - 2016: Auszeichnung für das Beste Drehbuch (Under the Shadow) - 2016: Nominierung als Bester britischer Independentfilm (Under the Shadow) - 2016: Nominierung für die Beste Regie (Under the Shadow) Bucheon International Fantastic Film Festival - 2016: Auszeichnung als Bester Film (Under the Shadow) Chlotrudis Awards - 2017: Nominierung als Beste Entdeckung (Under the Shadow) Fantasy Filmfest - 2016: Auszeichnung mit dem „Fresh Blood Award“ (Under the Shadow) HARD:LINE Festival - 2016: Auszeichnung als Publikumsliebling (Under the Shadow) | Independent Spirit Awards - 2017: Nominierung als Bester internationaler Film (Under the Shadow) Internationales Filmfest Oldenburg - 2011: Nominierung als Bester Kurzfilm (Two & Two) London Critics’ Circle Film Awards - 2017: Auszeichnung für die Beste britische Nachwuchsregie (Under the Shadow) Neuchâtel International Fantastic Film Festival - 2016: Auszeichnung als Bester Film (Under the Shadow) Sitges Festival - 2016: Auszeichnung für den Besten Debütfilm (Under the Shadow) Sundance Film Festival - 2017: Auszeichnung mit dem „NHK Award“ (I Came By) Viennale - 2016: Auszeichnung mit dem „Publikumspreis“ (Under the Shadow) Writers’ Guild of Great Britain Awards - 2018: Auszeichnung für das Beste Debütdrehbuch (Under the Shadow) |